# Brodaczka kędzierzawa

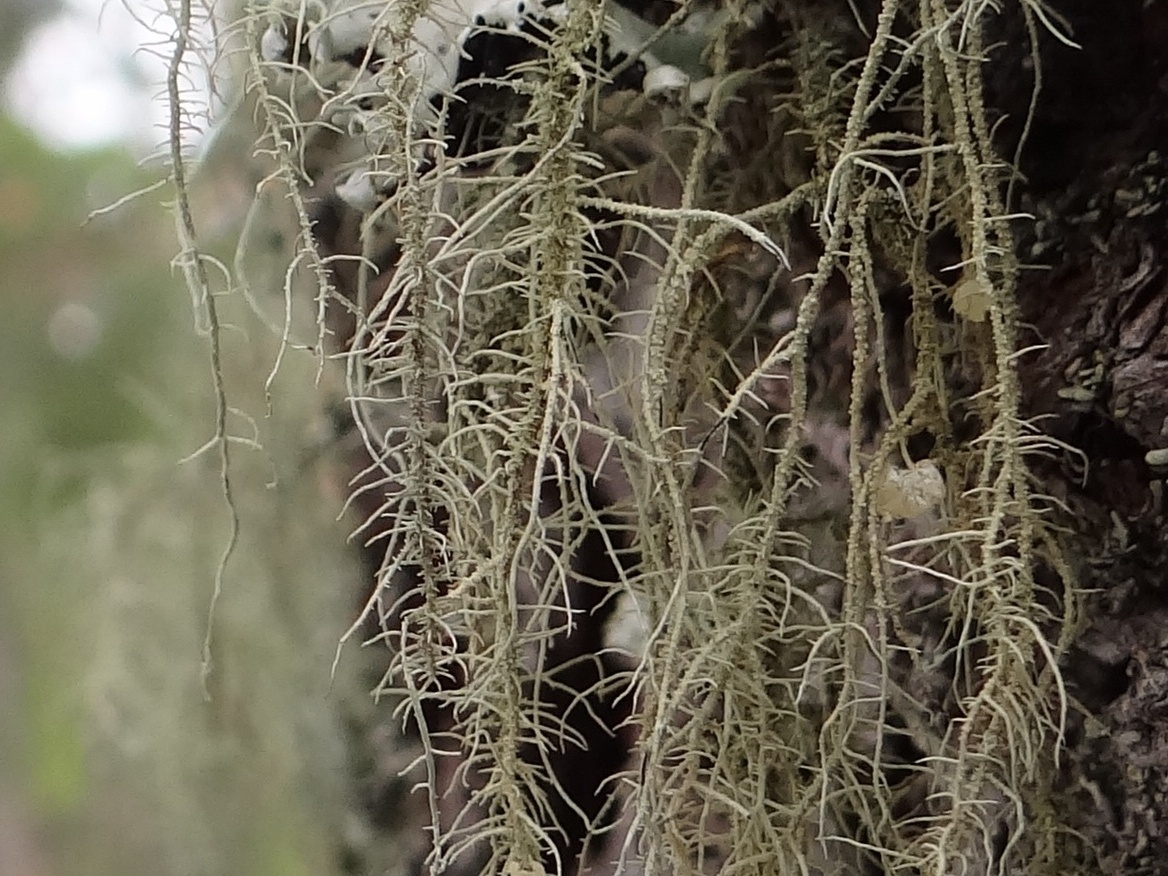

Brodaczka kędzierzawa (Usnea subfloridana Stirt.) – gatunek grzybów z rodziny tarczownicowatych (Parmeliaceae). Ze względu na współżycie z glonami zaliczany jest do porostów.

## Systematyka i nazewnictwo
Pozycja w klasyfikacji według Index Fungorum: Usnea, Parmeliaceae, Lecanorales, Lecanoromycetidae, Lecanoromycetes, Pezizomycotina, Ascomycota, Fungi.
Niektóre synonimy naukowe:

- Lichen comosus Ach. 1795
- Usnea barbata var. comosa (Ach.) Vain.
- Usnea comosa (Ach.) Röhl. 1813
- Usnea florida var. comosa (Ach.) Vain.
- Usnea similis (Motyka) Räsänen 1935

Nazwa polska według Krytycznej listy porostów i grzybów naporostowych Polski.

## Morfologia
Zwisająca lub odstająca plecha o budowie krzaczkowatej, osiąga długość i szerokość do 5-7, wyjątkowo 10 cm. Zawiera glony protokokkoidalne. Jest silnie rozgałęziona. Do podłoża przyczepia się dobrze widoczną, dość grubą, sztywną, czarniawą nasadą. Główne gałązki plechy obłe, dość sztywne, najgrubsze mają średnicę 0,6-1,5 mm, cienieją stopniowo lub nagle. Gałązki boczne są liczne, proste, lub łukowato zgięte. Końce mają ostro zakończone. Powierzchnia gałązek jest matowa, jasnozielona, szarozielona lub słomkowożółta.
Na grubszych gałązkach występują liczne, drobne brodaweczkowate soralia z gwiazdkowato ułożonymi izydiami (tzw. soredium izydowe). Owocniki pojawiają się bardzo rzadko. Mają średnicę 5-10 mm i liczne boczne gałązeczki różnej długości/ Ich tarczki mają powierzchnię cielistej barwy, lekko przyprószoną. W jednym worku powstaje po 8 bezbarwnych, jednokomórkowych askospor o rozmiarach 100 × 6 μm.

## Występowanie i siedlisko
Występuje głównie na półkuli północnej: w Ameryce Północnej i Środkowej, Europie oraz Azji, ale odnotowana została także w północnej części Ameryki Południowej oraz wschodniej części Afryki. W opracowaniu Czerwona lista roślin i grzybów Polski jest zaliczona do kategorii gatunków wymierających (kategoria EN). Należał do gatunków podlegających w Polsce ochronie ścisłej, w 2014 r. skreślony z listy.
Rośnie na korze drzew liściastych i iglastych, rzadko na drewnie. Dawniej była pospolita zarówno na niżu, jak i w górach, obecnie jest dość rzadka.